# حشره‌خوار فیلچه‌ای تیره
حشره خوار فیلچه‌ای تیره (نام علمی: Elephantulus fuscus) نام یک گونه از سرده حشره‌خوارهای فیلچه‌ای است.